# O Profeta Daniel e a Casta Susana (Francisco Henriques)
O Profeta Daniel e a Casta Susana é uma pintura a óleo sobre madeira de carvalho pintada cerca de 1508-11 pelo pintor de origem flamenga activo em Portugal no período do Manuelino Francisco Henriques para a Igreja de São Francisco (Évora) e que se encontra actualmente no Museu de Évora.
A pintura O Profeta Daniel e a Casta Susana representa  o episódio bíblico (apócrifo segundo os protestantes) em que o profeta Daniel liberta Susana após ter confrontado os seus acusadores e de ter sido provado o falso testemunho destes ao acusarem Susana de adultério. São os acusadores que acabam por ser condenados à morte por lapidação, a pena que pretendiam para Susana, que Francisco Henriques representa numa cena em plano fundeiro. Daniel e Susana estão identificados por uma legenda pintada a dourado com letras góticas junto a cada um e que os identifica por "Santo Profeta" e "Santa Susana".
A Igreja de S. Francisco pertencia ao Convento franciscano de Évora mas servia o Palácio Real que lhe estava adjacente sendo compreensível que a família real a quisesse dignificar dado que nela assistia a celebrações litúrgicas quando estava nesta cidade, o que foi frequente durante a segunda dinastia portuguesa. E foi assim que entre 1508 e 1512 Francisco Henriques se encarregou da decoração desta Igreja, que incluiu, para além do Políptico do Altar-mor, grandes painéis para as capelas laterais com diversas invocações tendo a pintura O Profeta Daniel e a Casta Susana sido uma das obras dessa campanha.

## Descrição
A composição compõe-se de duas cenas. A cena principal, que ocupa a maior parte do quadro, ocorre num salão real interior, estando, no lado direito, Daniel sentado num trono com dossel, que está elevado dois degraus, segurando na mão a vara da justiça. Em frente dele, de pé, dois indivíduos acusam Susana que está à  esquerda, igualmente de pé, vestindo um amplo e pregueado vestido vermelho.
Do lado esquerdo existe uma enorme abertura quadrangular para o exterior, vendo-se, a meia distância e numa escala muito menor, uma escada que dá para um largo no centro do qual estão dois homens atados a um poste e uma multidão a apedrejá-los. O fundo é ocupado por construções, árvores e o céu claro sem nuvens.
As figuras principais são tratadas com cuidado, as vestes apresentam movimento e volume e os pormenores são tratados com cuidado. O tratamento das figuras contrasta com o das outras superfícies, bastante simples. O chão formado de mosaicos polícromos bem como as linhas dos degraus dispostos numa diagonal e os limites da janela para o exterior estão desenhados em perspectiva o que confere uma enorme profundidade à pintura. A cena secundária, pela sua dimensão, é tratada com mais pormenor. A gama cromática é variada de tons quentes.
Dagoberto Markl referiu que Cyrillo Volkmar Machado, no capítulo intitulado "O Grão Vasco de Viseu" do  livro Colecção de Memórias relativas... de 1823, faz a seguinte interpretação iconográfica, ainda que errada quanto à identificação das figuras: "No Dormitório [do Convento de S. Francisco de Évora] está o juízo de Salomão, cuja cabeça se conhece ser o retrato de El-rei D. Manuel". Ainda que confundindo Daniel com Salomão, é interessante esta associação da figura real do painel com D. Manuel. Fica-se também a saber que pelo menos esta pintura já não estava no local de origem no início do século XIX.
O Profeta Daniel Julgando a Casta Susana entrou no Museu de Évora, em 1944, por depósito do Museu Nacional de Arte Antiga ao qual a pintura pertence desde a extinção das ordens religiosas e a consequente integração do seu espólio artístico nas colecções do Estado português, tendo esta pintura sido levada para Lisboa juntamente com as restantes pinturas das capelas laterais da Igreja do Convento de S. Francisco. A obra encontra-se actualmente num estado de conservação razoável, tendo o historiador Luís Reis Santos referido que a viu antes sem uma das tábuas, a qual se teria perdido completamente, tendo sido posteriormente substituída completando-se o desenho que faltava.
Dos doze painéis que ornamentavam as capelas laterais da Igreja de São Francisco de Évora somente seis chegaram ao presente, todos eles marcados pela monumentalidade das figuras principais próximas do tamanho real, estando os restantes cinco, para além de O Profeta Daniel Julgando a Casta Susana, ou seja, Nossa Senhora das Neves, Pentecostes, São Cosme, São Tomé e São Damião, Aparição de Cristo a Maria Madalena e Nossa Senhora da Graça com o Menino, Santa Julita e São Querito, no Museu Nacional de Arte Antiga.